# Jerome Paarwater
Jerome Joel Paarwater (Bellville, 18 giugno 1966) è un ex rugbista a 15 e allenatore di rugby a 15 sudafricano.

## Biografia
Jerome inizia a giocare a rugby con il padre e i fratelli nella città natale di Bellville, dove il padre è pioniere di questo sport.
Nel 1989 fa il suo esordio da professionista con la maglia dei Western Province in Currie Cup, rimanendovi fino al 
1993 e collezionando 32 presenze ufficiali col club. Poi due annate ai Boland Cavaliers, prima dell'esperienza oltreoceano in 
Italia al Piacenza, dove svolge una stagione da giocatore-allenatore nel 1996-97.
Ritiratosi dall'attività agonistica nel 1997, viene ingaggiato dal suo ex club di Wellington, 
in qualità di assistente allenatore, prima, e di head coach poi. Nel 2001 e nel 2002 è anche assistente allenatore del Sudafrica Under-23 e del Sudafrica A.
Nella stagione 2002-03 fa ritorno in Italia, ingaggiato come nuovo capo-allenatore del Viadana in Super 10. Durante la stagione sportiva a Viadana vince la Coppa Italia.
Terminata l'esperienza italiana, dal 2003 fa parte del roster di allenatori della provincia rugbistica del Western Province, ricoprendo più volte il ruolo di assistente allenatore e di allenatore degli avanti in Currie Cup. Negli stessi anni ricopre nuovamente il ruolo di assistente di Eric Sauls nel Sudafrica A, vincitore dell'IRB Nations Cup 2007, e 
nel Sudafrica under 20, terzo classificato al Campionato mondiale giovanile 2008 in Galles.
Nel 2012 intraprende in via ufficiosa la strada di allenatore e responsabile dello sviluppo del rugby del Kenya, venendo riconfermato ufficialmente dalla federazione nel 2013, anno in cui 
la Nazionale keniota conquista l'Africa Cup, per la seconda volta nella sua storia.
Nel 2014 la brillante idea di aderire con la formazione del Simba XV, di fatto la Nazionale kenyota, alla Vodacom Cup, riempiendo il posto lasciato vacante dal Pampas XV.
Nel 2015 guida il Kenya verso una storica qualificazione alla Coppa del Mondo in Inghilterra, senza però avere successo: nonostante l'incoraggiante vittoria iniziale sulla Namibia, viene condannata dalla differenza punti a favore di Namibia, appunto, e Zimbabwe.
Paarwater rimane alla guida del Kenya fino al 2017, quando non viene riconfermato head coach. Nel 2016 viene nominato capo-allenatore dei  Western Province Under-21.

## Palmarès

### Allenatore
- Africa Cup: 1
Kenya: 2013
- Coppe Italia: 1
Arix Viadana: 2002-03